# Kolka
Kolka (livisk: Kūolka) er en landsby i Kolkas pagasts på det yderste af Domesnæs i Letland. Her bor nogle af de sidste liver i Letland, hvis liviske sprog er i farezonen for at uddø. Kolka har det største antal liver boende i det historiske område kaldet liviske kyst. I 1995 boede 53 ud af samlet 186 lettiske liver i Kolka.